# Mamadou Chérif Dia
Mamadou Chérif Dia (* 16. Oktober 1984 in Kayes) ist ein malischer Dreispringer, der zu Beginn seiner Karriere besonders im Weitsprung Erfolge feiern konnte.

## Sportliche Laufbahn
Erste internationale Erfahrungen sammelte Mamadou Chérif Dia 2006 bei den Afrikameisterschaften in Bambous, bei denen er mit 7,09 m im Weitsprung auf den 15. Platz gelangte. Im Jahr darauf nahm er erstmals an den Afrikaspielen in Algier teil und belegte dort mit 7,75 m den siebten Platz und schied anschließend bei der Sommer-Universiade in Bangkok ohne einen gültigen Versuch in der Qualifikation aus. 2010 erreichte er bei den Afrikameisterschaften in Nairobi mit einer Weite von 7,73 m den sechsten Platz und 2012 wurde er bei den Afrikameisterschaften in Porto-Novo mit 7,35 m bzw. 15,69 m im Weit- und Dreisprung jeweils Achte. Im Jahr darauf belegte er bei den Spielen der Frankophonie in Nizza mit 7,58 m Rang acht im Weitsprung und klassierte sich im Dreisprung mit 15,70 m auf dem elften Platz. Bei den Leichtathletik-Afrikameisterschaften 2014 in Marrakesch gelangte er im Weitsprung bis in das Finale und belegte dort mit 7,11 m elften Platz.
2015 nahm er erneut an den Afrikaspielen in Brazzaville teil, wurde dort mit 7,43 m Vierter im Weitsprung und gewann im Dreisprung mit einer Weite von 16,55 m die Bronzemedaille hinter den beiden Nigerianern Tosin Oke und Olu Olamigoke. Im Jahr darauf belegte er bei den Afrikameisterschaften in Durban mit 16,29 m den sechsten Platz im Dreisprung und qualifizierte sich auch für die Olympischen Spiele in Rio de Janeiro, bei denen er mit einer Weite von 16,45 m in der Qualifikation ausschied. 2017 wurde er bei den Islamic Solidarity Games in Baku mit 16,29 m Vierter und gewann anschließend bei den Spielen der Frankophonie mit 16,59 m die Bronzemedaille hinter dem Burkiner Hugues Fabrice Zango und Kevin Luron aus Frankreich. 2018 belegte er bei den Afrikameisterschaften in Asaba mit 16,44 m den vierten Platz und bei den Afrikaspielen im Jahr darauf in Rabat wurde er mit 16,14 m Fünfter.

## Persönliche Bestleistungen
- Weitsprung: 7,82 m (−0,9 m/s), 27. April 2010 in Bamako (malischer Rekord)
  - Weitsprung (Halle): 7,64 m, 13. Februar 2011 in Eaubonne
- Dreisprung: 16,59 m (+0,2 m/s), 3. Juni 2017 in Bamako (malischer Rekord)
  - Dreisprung (Halle): 16,28 m, 27. Januar 2018 in Val-de-Reuil (malischer Rekord)